# Wolkever
De wolkever, ook wel ruigkever (Lagria hirta) is een kever die behoort tot de onderfamilie van de wolkevers (Lagriinae) en de familie van de zwartlijven (Tenebrionidae).

## Beschrijving
De lengte is zonder uitsteeksels ongeveer 7 tot 10 millimeter. De kleur van de dekschilden is bruin; de rest van het lichaam is geheel zwart. De kever heeft een typisch uiterlijk; zeer langwerpige dekschilden die dicht en vrij borstelig behaard zijn met een gele beharing, de rest van het lichaam is eveneens behaard, maar dit is door de zwarte kleur minder goed te zien. De dekschilden zijn week en aan de achterzijde duidelijk breder dan aan de voorzijde, de ogen zijn opvallend groot en rond. De tasters zijn dik, opvallend lang en duidelijk gesegmenteerd.

## Voorkomen
De kever komt voor in Europa, Noord-Afrika (Marokko en Algerije), Rusland, Israël, Libanon, Turkije, Iran, Irak, Kazachstan, Turkmenistan, Uzbekistan en Tadzjikistan. 
De volwassen kever leeft van plantaardig materiaal als nectar en stuifmeel en kan vliegen, waardoor de soort vaak op bloemen wordt aangetroffen. De soort staat bekend als traag en kan niet snel rennen. De larve leeft op de bodem tussen het humus van rottend plantaardig materiaal. De wolkever komt voor in vochtige, begroeide terreinen als open plekken in bossen en graslanden, de volwassen kever is te zien van mei tot augustus.